# Comanda de Barbens
La Comanda de Barbens és un monument del municipi de Barbens (Pla d'Urgell) declarat bé cultural d'interès nacional.

## Descripció
Edifici de tres plantes i de grans dimensions. La façana principal té tres obertures per planta excepte a la superior on només hi ha una petita finestra quadrangular; les altres obertures, de grans dimensions, tenen la llinda, els brancals i l'ampit de carreus de pedra. A la llinda de la porta principal hi ha un escut on es veu una corona servada per unes cadenes i uns lleons; a la clau de l'escut hi ha un castell, una creu i un braç amb una llança i pel voltant hi figuren una sèrie de motius florals; a sota hi apareix una creu reial, la data "1.753" i la inscripció, "AD.M.IL." D. D. Fr. Emmanuel de Montoliu i de Buxados Sacri i militaris Religionis Divi Ioanis Ierosolumitanem i Sti Iacobi: commentador Hujus Commend i de Barbens i Dux custodiarum realium i Domini Anno 1733.
La façana que dona al carrer Jacint Verdaguer té molt poques obertures, totes són allindanades i de petites dimensions. A la part dreta hi ha una petita galeria que sobresurt; a la planta baixa s'obre amb dos arcs de mig punt i la part superior fa de terrassa de dues obertures del primer pis. En aquest cos es troba un gran blasó que pertanyia al comanador Manuel de Montoliu i de Boixadors.
La façana posterior té petites finestres quadrangulars emmarcades per carreus de pedra a la planta baixa i al primer pis. Al segon pis s'obre una gran galeria formada per tres arcs de mig punt. A l'angle que formen aquestes dues façanes s'aixeca una torre emmerletada; aquesta només té dues finestres, que donen a la façana posterior, l'inferior està protegida per una reixa i la superior està decorada amb un trencaaigües motllurat.
Excepte la torre, les façanes estan arrebossades i pintades.

## Història
Ramon Barrufell és la primera persona que es coneix com a propietari del castell de Barbens. A la segona meitat del segle xii s'hi establí al castell una comanda templera; aquesta, sorgí com una expansió de la casa de Gardeny i, l'any 1168, apareix documentat el primer comanador que és Ramon Barrufell. Aquest, que havia estat senyor de Barbens, fou un dels primers benefactors de l'ordre i es va fer templer. En el seu testament li deixà tot a la seva filla Sança amb la condició que havia de vendre el castell a l'orde del Temple, cosa que va fer l'any 1166.
El patrimoni de la comanda es formà a partir de donacions de nobles i de compres.
La comanda templera es transformà en comanda hospitalera a principis del segle xiv. El primer comanador hospitaler conegut és Jaume de Ribelles. El 1733 el castell va ser restaurat pel comanador Manuel de Montoliu. L'ordre de l'Hospital va ser senyor de Barbens fins al segle xix.